# Nixéville-Blercourt
Nixéville-Blercourt – miejscowość i gmina we Francji, w regionie Grand Est, w departamencie Moza.
Według danych na rok 1990 gminę zamieszkiwało 419 osób, a gęstość zaludnienia wynosiła 21 osób/km² (wśród 2335 gmin Lotaryngii Nixéville-Blercourt plasuje się na 647. miejscu pod względem liczby ludności, natomiast pod względem powierzchni na miejscu 173.).